# Klavierkonzert Nr. 3 F-Dur (Joseph Haydn)
Das Klavierkonzert Hoboken-Verzeichnis XVIII:3 von Joseph Haydn wurde vermutlich zwischen 1765 und 1767 komponiert. 1771 erschien es im Breitkopf-Verlag ohne Haydns Wissen, 1787 ließ Joseph Haydn es beim Pariser Verlag Le Duc unter dem Titel „Concerto Pour le Clavecin Cembalo ou Piano-Forte, avec Accompagnement de deux Violons, Alto et Basse“ veröffentlichen. Somit besteht das Orchester nur aus Streichern. Dieses Konzert gilt als das erste authentische Werk Haydns für Klavier beziehungsweise Cembalo und Orchester.

## Sätze
Der erste Satz enthält das Tempo Allegro und ein -Zeichen. Nach Takt 26 tritt das Klavier für 30 Takte in den Vordergrund. Zwar dominiert ab der Durchführung in Takt 80 das Klavier erneut, wird aber in Takt 110 durch das Orchester verstärkt. In Takt 140 beginnt die Reprise. In Takt 200 setzt die Kadenz ein; die darauffolgenden neun Takte schließt das Orchester mit dem Soloinstrument gemeinsam ab.
Der zweite Satz in der Dominante C-Dur, ein largo cantabile im ¾-Takt, besteht aus 68 Takten, wobei das Orchester in den ersten sechs Takten die Führung übernimmt und mit den letzten vier Takten abschließt. Formal entspricht dieser Satz einer Arie und weist in Takt 64 ebenfalls eine Kadenz auf.
Der dritte Satz entpuppt sich als ein Finale Presto im 2/4-Takt in Form eines Kontretanzes: Die ersten 29 spielt das Orchester gleichgestellt dem Soloinstrument gegenüber. Danach spielt das Klavier für neun Takte allein, danach vom begleiteten Orchester bis Takt 120 solistisch. Nach 10 Takten tritt das Tasteninstrument erneut solistisch auf. In Takt 196 erscheint das Orchester wieder für zehn Takte gleichwertig. Ab Takt 206 beginnt das Klavier solo, woraufhin neun Takte später das Orchester bis Takt 290 begleitend in Erscheinung tritt. In Takt 300 endet das Orchester nach zehn Takten gemeinsam.

## Noten
- Haydn: Klavierkonzert F-Dur Hob.XVIII:3. München: Henle-Verlag. 2002